# Denis Verschueren
Denis Verschueren (Berlaar, 11 de febrer de 1897 - Lier, 18 d'abril de 1954) va ser un ciclista blega, que fou professional entre 1923 i 1939. En el seu palmarès destaquen una trentena de victòries, entre les que destaquen dues París-Tours, un Tour de Flandes, una Volta a Bèlgica i una París-Brussel·les. Els seus germans Constant Verschueren i Pol Verschueren també van ser ciclistes professionals.

## Palmarès
- 1923
  - 1r al Trofeu de Provença
  - 1r del Premi de Gembloux
- 1924
  - 1r del Gran Premi de Brasschaat
  - 1r a la Saint Brieuc-Brest-Saint Brieuc i vencedor d'una etapa
- 1925
  - 1r a la París-Tours
  - 1r a la Volta a Bèlgica i vencedor de 3 etapes
  - 1r al Circuit del Centre
- 1926
  - Campió de Bèlgica de contrarellotge per equips
  - 1r al Tour de Flandes
  - 1r a la París-Brussel·les
  - 1r a la París-Longwy
  - Vencedor d'una etapa de la Saint Brieuc-Brest-Saint Brieuc
- 1927
  - 1r del Circuit de l'Alta Viena
- 1928
  - 1r a la París-Tours
  - 1r del Premi d'Ekeren
  - 1r del Premi de Luyterhagen
- 1929
  - Campió de Bèlgica de contrarellotge per equips
  - 1r del Gran Premi d'Hesbaye
  - 1r del Gran Premi de Huy
  - 1r del Premi d'Heist-op-den-Berg
- 1930
  - 1r al Grote Scheldeprijs
  - 1r del Premi d'Itegem
- 1932
  - 1r del Premi de Vilvorde
- 1933
  - 1r del Premi de Tirlemont
  - 1r del Premi de Paal

### Resultats al Tour de França
- 1928. Abandona (6a etapa)